# Prix Albéric-Rocheron
Le prix Albéric-Rocheron, de la fondation du même nom, est un ancien prix littéraire annuel d’histoire, créé en 1942, par l'Académie française et « décerné à l’ouvrage d'histoire, d'étude ou de critique littéraire qui aura le mieux fait ressortir les rapports existants entre la littérature d'une époque et le caractère de son temps ».
Albéric Rocheron (d) nait à Paris dans une famille aisée en 1856 et meurt dans la misère à Tours en 1938.

## Liste des lauréats
- 1944 : Jacques Madaule pour Histoire de France des origines à 1715
- 1946 : Paul Laumonier
- 1947 : Louis Morice pour Verlaine
- 1948 : 
  - Pierre Richard pour La Bruyère et ses Caractères
  - Guy Tosi pour D'Annunzio en Grèce
- 1949 : Cécile Daubray pour Victor Hugo et ses correspondants
- 1950 : Emmanuel de Lévis-Mirepoix (1909-1951) pour Les mémoires et papiers de Lebzeltern
- 1951 : 
  - Jean Charet pour Le Bergeracois des origines à 1340
  - Agnès de La Gorce pour Camisards et dragons du Roi
  - René Jouan pour Histoire de la marine française
  - Esther Van Loo pour Le vrai don Juan, don Miguel de Mañara
- 1952 : 
  - Paul Ganière pour Corvisart, médecin de l'Empereur
  - André Moulis pour Sous le clair regard d'André Lamandé, Préface de Georges Lecomte
- 1953 : 
  - Jean Gaillard pour L’expansion française dans le monde
  - Jacques Mordal pour La bataille de Casablanca
- 1954 : 
  - Septime Gorceix pour Bonneval Pacha à trois queues
  - Pierre Maes pour Georges Rodenbach
  - Aimé-Georges Martimort pour Le Gallicanisme de Bossuet
- 1955 : 
  - Jacques Ellul pour La Technique ou l'Enjeu du siècle, Armand Colin
  - Henri Granjard pour Ivan Tourgueniev et les courants politiques et sociaux de son temps
- 1956 : 
  - René Duchet pour Bilan de la civilisation technicienne : Anéantissement ou promotion de l'homme
  - Édouard Krakowski pour Mickiewicz et l’histoire pathétique de la Pologne
- 1957 : 
  - Jean Alazard pour La Venise de la Renaissance
  - Jacques Voisine pour Jean-Jacques Rousseau en Angleterre à l'époque romantique
- 1958 : Robert Lacour-Gayet (en) pour La vie quotidienne aux États-Unis à la veille de la guerre de Sécession
- 1959 : 
  - Geneviève Bianquis pour La vie quotidienne en Allemagne à l’époque romantique (1795-1830)
  - Gille Phabrey pour L’Ami du Téméraire, chronique du règne de Louis XI et L’héritage de Louis XI, chronique d'Anne de Bretagne
- 1960 : 
  - Philippe Erlanger pour La vie quotidienne sous Henri IV
  - Marie-Thérèse Jones-Davies pour Un peintre de la vie londonienne, Thomas Dekker
- 1961 : 
  - Philippe Ariès pour L’Enfant et la vie familiale sous l'Ancien Régime
  - Paul Zumthor pour La vie quotidienne en Hollande
- 1962 : Maurice Boucher pour Le roman allemand (1914-1933) et la crise de l’esprit
- 1963 : Robert Flacelière pour Histoire littéraire de la Grèce
- 1964 : Adalbert-Gautier Hamman pour La Prière
- 1965 : François Chamoux pour La Civilisation grecque de l'époque archaïque et classique
- 1966 : 
  - Charles Courteuge pour Touchante Pauline, amoureuse de Châteaubriand
  - Ivan Loiseau pour 89 ou la Révolution manquée et 97 ou la Révolution réussie
- 1967 : 
  - René Cannac pour Théâtre et Révolte, essai sur la jeunesse de Schiller
  - Jacques Droz pour Le Romantisme allemand et l’État, résistance et collaboration dans l'Allemagne napoléonienne
- 1968 : Francis Ley pour Bernardin de Saint-Pierre, Madame de Staël, Chateaubriand, Benjamin Constant et Madame de Krüdener
- 1969 : 
  - Paul-Louis Albertini et J. Marinetti pour Pozzo di Porgo contre Napoléon
  - Jean Baylot pour La voix substituée. Recherche sur la déviation de la France - Maçonnerie en France et en Europe
  - Jacques Boussard pour Charlemagne et son temps
  - Jean Chélini pour Histoire religieuse de l’Occident médiéval
  - Georges Dethan pour Mazarin et ses amis
  - Jacques Guillermaz pour Histoire du parti communiste chinois : 1921-1949
  - Léonce Peillard pour La vie quotidienne à Londres au temps de Nelson et de Wellington
- 1970 : 
  - Léon-Noël Berthe pour Dubois de Fosseux - Dictionnaire des Correspondances de l’Académie d’Arras, 1786-1791
  - Léon Petit pour Descartes et la Princesse Élisabeth, (Correspondance avec Élisabeth)
- 1971 : 
  - Paul Minot pour La princesse Palatine et sa sœur
  - Simone Poignant pour Les Filles de Louis XV, l’aile des Princes
- 1972 : 
  - André Adnes pour Nostradamus entre Rhône et Saône
  - Jean Charay pour La vie du Maréchal Jean-Baptiste d’Ornano
  - Jep Pascot pour  Les Almugavares
  - Geneviève Viollet-le-Duc (1909-2011) pour Édition des Lettres d’Italie de Viollet-le-Duc
- 1973 : 
  - Jacques Guillermaz pour Le parti communiste chinois au pouvoir (1er octobre 1949-1er mars 1972)
  - Robert Rothschild pour La chute de Chiang Kai-Shek
- 1974 : 
  - Jean Bordenave et Michel Vialelle pour Aux racines du mouvement cathare : la mentalité religieuse des paysans de l’Albigeois médiéval
  - Jean Meyer pour Noblesses et pouvoirs dans l’Europe d’ancien régime
- 1975 : 
  - Jean-Marie André pour Le siècle d’Auguste
  - Henri Grange pour Les idées de Necker
  - André Guérin pour La vie quotidienne en Normandie au temps de Madame Bovary
  - Jean-François Soulet pour La vie quotidienne dans les Pyrénées sous l’ancien régime du XVIe au XVIIIe siècle
- 1976 : Paul Faure pour La vie quotidienne en Grèce au temps de la guerre de Troie. 1250 av. J.C
- 1977 : 
  - Alexandre Embiricos pour Vie et institutions du peuple grec sous la domination ottomane
  - Jean Guilaine pour Premiers bergers et paysans de l’Occident méditerranéen
  - Robert Lacour-Gayet (en) pour Histoire des États-Unis
- 1978 : 
  - Micheline Dupuy pour Du Guesclin, capitaine d’aventure, connétable de France
  - Freddy Raphaël et Robert Weyl pour Juifs en Alsace - culture, société, histoire
- 1979 : 
  - Élisabeth Badinter pour Les remontrances de Malesherbes (1771-1775)
  - Gabriel de Broglie pour Histoire politique de la Revue des deux mondes (1829 à 1979)
  - Maurice-Raymond de Brossard pour Lapérouse : des combats à la découverte
  - Paul Faure pour La vie quotidienne des colons grecs de la Mer Noire à l’Atlantique au siècle de Pythagore (VIe siècle av. J-C)
  - Gontran de Juniac pour Le dernier Roi des Rois
- 1980 : 
  - Jean-Pierre Gutton pour La sociabilité villageoise dans l’ancienne France
  - Suzanne de La Vaissière-Orfila pour Général Bertrand : Lettres à Fanny (1808-1815)
- 1981 : 
  - Gabriel de Broglie pour L’Orléanisme : la ressource libérale de la France
  - Claude Pasteur pour Le Prince de Ligne, l’enchanteur de l’Europe
- 1982 : 
  - Christiane d’Ainval pour Gouvion Saint-Cyr, soldat de l’An II, maréchal d’Empire, réorganisateur de l’armée
  - Marc Baroli pour La vie quotidienne en Berry au temps de George Sand
- 1984 : 
  - Micheline Cuénin pour Le duel sous l’ancien Régime
  - Jean Richard pour Saint-Louis, roi d'une France féodale, soutien de la Terre Sainte
  - Nicolas Werth pour La vie quotidienne des paysans russes de la Révolution à la Collectivisation (1917-1939)
- 1985 : Yves Lequin pour Histoire des Français, XIXe et XXe siècles
- 1986 : François Formel-Le Vavasseur pour Alliances et généalogie à la cour du grand roi. Le souci généalogique de Saint-Simon
- 1987 : Roger Stéphane pour Autour de Montaigne
- 1988 : Jean-Paul Clément pour Chateaubriand politique, de l’Ancien Régime au Nouveau Monde